# Kriebergtunnel
Der Kriebergtunnel ist ein 2.994 m langer Eisenbahntunnel der Schnellfahrstrecke Hannover–Würzburg (Streckenkilometer 69,5 bis 72,5) in Niedersachsen. Er durchquert, zwischen dem Ort Ahlshausen und dem Dorf Hohnstedt, den Krieberg und trägt daher seinen Namen.

## Lage und Verlauf
Das Nordportal liegt bei Streckenkilometer 69,465, nördlich der Kreisstraße 649, nordwestlich von Ahlshausen. Das Südportal bei km 72,459 wurde nordöstlich von Hohnstedt errichtet.
Die Trasse liegt im Bereich des Nordportals Richtung Göttingen in einer leichten Linkskurve und geht zunächst in eine Gerade über, bevor sie im südlichen Tunnelabschnitt in eine Rechtskurve übergeht. Die Gradiente steigt, Richtung Süden, am Nordportal zunächst leicht um 2,654 Promille an und geht wenige hundert Meter später in ein Gefälle von 12,497 Promille über, das bis zum Südportal anhält. In der Nähe des Südportals geht die Trasse, noch im Tunnel, in südlicher Richtung von einer Gerade in eine Rechtskurve über.
Der Tunnel quert Schichten des Buntsandsteins. Durchfahren werden bautechnisch schwierige Schichten des Quartärs, die aus Lößlehm und Schluffsanden bestehen, im Süden darüber hinaus varkarsteter Gips.
Nördlich schließt sich ein 880 m langer und im Mittel 14 m tiefer Einschnitt an. Nach einem kurzen Damm, einer Brücke und einem weiteren Damm folgt ab km 68,376 der Sohlbergtunnel.
Südlich folgt auf den Tunnel ein rund 400 m langer Voreinschnitt, der in einen 700 m langen und bis zu 14 m tiefen Einschnitt übergeht. Nach einem rund 600 m langen und bis zu 6 m hohen Damm überquert die Strecke die Bundesstraße 3 auf einer Brücke, bevor nach einem weiteren Damm (von 290 m Länge) die Parallellage mit der Hannöverschen Südbahn erreicht wird.

## Geschichte

### Planung
Aufgrund von geologischen Schwierigkeiten – die Planer fürchteten, die Röhre über einer Zone ausgelaugten Gipskeupers nicht hinreichend standsicher ausführen zu können – konnte die Röhre nicht, wie angedacht, nach Süden hin verlängert werden. Im Norden (bei Ahlshausen) wurde die Röhre hingegen in der Planungsphase um 300 m verlängert. Dieser, insgesamt 500 m lange, Nordabschnitt entstand in offener Bauweise.
Der Nordabschnitt verläuft flach unter dem Gelände und gehörte (von km 70,800 nordwärts) zum Planfeststellungsabschnitt 2.14 der Neubaustrecke.
Bereits 1982 lag die geplante Länge des Bauwerks bei 2994 m.

### Bau
Die Bauarbeiten begannen im April 1984. Der eigentliche Vortrieb wurde, von Süd nach Nord steigend, im Juni 1984 aufgenommen. Aufgrund geringer Überdeckung wurden die nördlichen 457 m des Tunnels in offener Bauweise erstellt. Daran schloss sich ein 504 m langer Abschnitt an, der – aufgrund geologisch ungünstiger Verhältnisse – von Nord nach Süd fallend mit einem Ulmenstollenvortrieb hergestellt wurde.
Die Innenschale wurde im bergmännischen Abschnitt 35 cm dick ausgeführt, die Wandstärken im offen erstellten Abschnitt erreichen 60 bis 80 cm. Insgesamt wurden 120.000 m³ Beton und 8.800 t Stahl aufgewandt. Für die Röhre wurden 390.000 m³ Material ausgebrochen, für die Voreinschnitte 1.000.000 m³ ausgehoben.
680.000 m³ Massen wurden in einer ehemaligen Senke am Rand der Gemeinde Ahlshausen deponiert. Das Gelände wurde wieder der Landwirtschaft zur Verfügung gestellt.
Im Februar 1986 kam es im Bereich des Ulmenstollenvortriebs zu einem Verbruch. Beim Nachziehen der Kalotte über den fertigen Ulmenstollen brach auf einer Länge von 60 m das Gebirge ein.
Die Bauarbeiten endeten im Jahr 1987. Beauftragt waren die Unternehmen Held & Francke (Niederlassung Hamburg), Rella Bau GmbH (Wien) und Innerebener & Mayer GmbH (Innsbruck).
Die Bausumme lag bei 110 Millionen D-Mark.

### Betrieb
In der Nacht zum 10. August 2014 fand im Kriebergtunnel eine Rettungsübung statt.